# ATUM
ATUM è un'azienda di biotecnologia americana che fornisce strumenti e soluzioni per le scienze della vita, dalla progettazione e sintesi di DNA ottimizzato alla produzione di proteine e allo sviluppo di linee cellulari GMP.

## Storia
ATUM (precedentemente DNA2.0) è stata fondata nel 2003 a Menlo Park, in California.
L'azienda è una società privata e continua ad avere tutte le attività di ricerca, sviluppo e produzione in California, nella sua struttura di Newark.
Ha iniziato e continua ad essere un fornitore di sintesi genica e ingegneria proteica per il mondo accademico, il governo e le industrie farmaceutiche, chimiche, agricole e biotecnologiche. La sintesi genica ha rapidamente sostituito la clonazione molecolare per molti laboratori accademici e aziendali, in quanto "fonderie per l'era delle biotecnologie" che consentono geni su ordinazione per la ricerca biologica.
DNA2.0 è stato presentato nella mostra PBS Nova ScienceNow per mostrare come i geni vengono creati sinteticamente in un laboratorio. Nel 2008, l'azienda ha fornito alcuni degli allungamenti di DNA utilizzati per creare un genoma batterico sintetico.

## Strumenti di ricerca
- Gene Designer è un pacchetto software bioinformatico gratuito.[6][7] Viene utilizzato dai biologi molecolari per progettare,[8] clonare e convalidare sequenze genetiche.[9]
- Uno strumento di progettazione gRNA gratuito con algoritmi di punteggio per CRISPR.
- DNA ATLAS è uno strumento gratuito di mappatura plasmidica per mostrare caratteristiche come promotori, marcatori, siti di restrizione e frame di lettura aperti in qualsiasi sequenza di vettori di DNA.
- Il toolbox online di Bioinformatica è stato selezionato come Best of the Web da Genetic Engineering News.[10]